# Meringopus titillator
Meringopus titillator är en stekelart som först beskrevs av Carl von Linné 1758.  Meringopus titillator ingår i släktet Meringopus och familjen brokparasitsteklar. Arten är reproducerande i Sverige.

## Underarter
Arten delas in i följande underarter:
- M. t. rhodius
- M. t. orientator